# Tiger Army
Tiger Army är ett amerikanskt psychobillyband, bildat 1995 i Berkeley, Kalifornien och bestående av Nick 13 (gitarr/sång), Geoff Kresge (ståbas/sång) och James Meza (trummor). De har gamla medlemmar med i AFI.

## Medlemmar
- Nick 13 - Sång och gitarr
- Geoff Kresge - Kontrabas och sång
- James Meza - Trummor

## Diskografi
- 1997 – Temptation EP (Chapter Eleven Records)
  1. Temptation
  2. Jungle Cat
  3. Twenty Flight Rock
- 1999 – Tiger Army (Hellcat Records)
- 2001 – Tiger Army II: Power of Moonlite (Hellcat Records)
- 2002 – Early Years EP (Hellcat Records)
- 2004 – Ghost Tigers Rise EP (Hellcat Records)
  1. Rose of the Devil's Garden
  2. Swift Silent Deadly
  3. Atomic
  4. The Loop (non-album track)
- 2004 – Tiger Army III: Ghost Tigers Rise (Hellcat Records)
- 2007 – Music From Regions Beyond (Hellcat Records)
- 2016 – V •••–